# Hatton (Dakota del Nord)
Hatton és una població dels Estats Units a l'estat de Dakota del Nord. Segons el cens del 2000 tenia 707 habitants.

## Demografia
Segons el cens del 2000, Hatton tenia 707 habitants, 289 habitatges, i 186 famílies. La densitat de població era de 455 hab./km².
Dels 289 habitatges en un 27,7% hi vivien nens de menys de 18 anys, en un 54% hi vivien parelles casades, en un 7,6% dones solteres, i en un 35,3% no eren unitats familiars. En el 33,2% dels habitatges hi vivien persones soles el 16,6% de les quals corresponia a persones de 65 anys o més que vivien soles. El nombre mitjà de persones vivint en cada habitatge era de 2,27 i el nombre mitjà de persones que vivien en cada família era de 2,86.
Per edats la població es repartia de la següent manera: un 23,2% tenia menys de 18 anys, un 5,5% entre 18 i 24, un 24,3% entre 25 i 44, un 19,4% de 45 a 60 i un 27,6% 65 anys o més.
L'edat mediana era de 42 anys. Per cada 100 dones de 18 o més anys hi havia 86 homes.
La renda mediana per habitatge era de 27.031 $ i la renda mediana per família de 38.250 $. Els homes tenien una renda mediana de 29.554 $ mentre que les dones 20.750 $. La renda per capita de la població era de 16.131 $. Entorn del 12,2% de les famílies i el 16% de la població estaven per davall del llindar de pobresa.

## Poblacions més properes
El següent diagrama mostra les poblacions més properes.